# Redemptoris missio
Redemptoris Missio (Die Sendung des Erlösers) vom 7. Dezember 1990 ist die achte Enzyklika des Papstes Johannes Paul II. Der Papst knüpft darin an das Apostolische Schreiben „Evangelii Nuntiandi“ seines Vorgängers Paul VI. aus dem Jahr 1975 an und schreibt über die fortdauernde Gültigkeit des missionarischen Auftrages (Untertitel). Die Enzyklika ist in acht Kapitel gegliedert.

## Inhalt
Kapitel IJesus Christus, alleiniger Erlöser
Mit einem klar christozentrischen Ansatz („Niemand kommt zum Vater außer durch mich“, Joh 14,6) wird der Glaube an Christus als Angebot an die Freiheit des Menschen und die Kirche als Zeichen und Werkzeug des Heiles vorgestellt. Dieses Heil richtet sich an alle Menschen und wird durch die verkündet, die es selbst erfahren haben und deshalb „nicht schweigen können“ (Apg 4, 20)
Kapitel IIDas Reich Gottes
Christus bewirkt die Anwesenheit des Reiches mit seinen Besonderheiten und Erfordernissen. In ihm kommt es auch zur Vollendung und durch ihn wird es verkündet. Die Kirche steht im Dienst für das Reich.
Kapitel IIIDer Heilige Geist als Vorkämpfer für die Mission
Die Sendung im Geist »bis an die Grenzen der Erde« (Apg 1, 8) zeigt die führende Rolle an, die der Geist bei der Sendung des Erlösers hat. Er erweist die Kirche insgesamt als Missionskirche und ist zu jeder Zeit und an jedem Ort gegenwärtig und am Werk. Daher kann man auch sagen, dass die Missionstätigkeit eigentlich erst am Anfang stehe.
Kapitel IVDas unbegrenzte Ausmaß der Mission ad gentes
Auch wenn die Sendung zu den Völkern (vergl. Ad gentes) als ein komplexes und in Bewegung geratenes religiöse Bild wahrgenommen wird, behält sie als solches ihren Wert, wenn sie trotz Schwierigkeiten allen Völkern gilt, treu zu Christus stehe und die Freiheit des Menschen fördere. Dabei sei dem Süden und dem Orient besondere Aufmerksamkeit zuzuwenden.
Kapitel VWege der Mission
Die erste Form der Evangelisierung ist das persönliche Zeugnis, so wie es Christus, der Erlöser in seiner Erst-Verkündigung vorgemacht habe. Es wird auf die Bedeutung von Bekehrung und Taufe und der Bildung von Ortskirchen eingegangen. Kirchliche Basisgemeinden seien die Verkünder des Evangeliums, durch die das Evangelium in den Kulturen der Völker lebendig wird. Dabei sei weder der Dialog mit den Brüdern aus anderen Religionen noch die Förderung der Entwicklung durch die Formung des Gewissens ein Gegensatz zur Mission ad gentes. Die Liebe wird so zum Ursprung und Maßstab der Mission.
Kapitel VIDie Verantwortlichen und Mitarbeiter der Seelsorge in den Missionen
Dieses Kapitel klärt die Verantwortlichkeiten. Es wird auf die Erstverantwortung aller Christen verwiesen und auf die besondere Verantwortung der Missionare und Institute ad gentes und der Diözesanpriester für die Weltmission. Besondere Bedeutung habe dabei die Weihe. Aber bereits durch die Taufe seien alle Laien Missionare. Ein Kapitel wendet sich der Arbeit der Katecheten und der Verschiedenheit der Ämter zu. Abschließend wird auf Aufgaben und Strukturen der Kongregation für die Evangelisierung der Völker und auf die übrigen Strukturen der Missionstätigkeit eingegangen.
Kapitel VIIDie Zusammenarbeit in der Missionstätigkeit
Zunächst geht es um das Gebet und Opfer für die Missionare, zur Schaffung von missionarischem Bewusstsein. Es wird die besondere Verantwortung der Päpstlichen Missionswerke hervorgehoben und dass Mission keine Einbahnstraße ist, sondern ein Geben und Empfangen. Der Papst schließt dieses Kapitel mit dem Gedanken, dass es eigentlich Gott ist, der „dem Evangelium einen neuen Frühling“ bereitet.
Kapitel VIIIDie missionarische Spiritualität
Papst Johannes Paul II. sieht die missionarische Spiritualität darin, sich vom Geist leiten zu lassen und das Geheimnis Christi, des »Gesandten«, zu leben, die Kirche und die Menschen zu lieben, wie Jesus sie geliebt hat, und heiligmäßig zu leben, denn der „wahre Missionar ist der Heilige“.